# Cratere Balandin
Balandin è un cratere lunare di 11,81 km situato nella parte sud-occidentale della faccia nascosta della Luna.